# Mystomemia hortealis
Mystomemia hortealis är en fjärilsart som beskrevs av Dyar 1919. Mystomemia hortealis ingår i släktet Mystomemia och familjen nattflyn. Inga underarter finns listade i Catalogue of Life.